# Nigel Codrington
Nigel Codrington (Georgetown, 5 luglio 1979) è un ex calciatore guyanese, di ruolo attaccante.

## Palmarès

### Club

#### Competizioni nazionali
- Campionato barbadiano: 1

Notre Dame: 2004
- Campionato guyanese: 1

Alpha United: 2012